# Thomas Gibson
Pour les articles homonymes, voir Gibson.
Thomas Gibson, né le 3 juillet 1962 à Charleston, en Caroline du Sud, est un acteur et réalisateur américain.
Il est principalement connu pour son rôle d'Aaron Hotchner dans la série télévisée Esprits criminels (2005-2016).

## Biographie
Né à Charleston, dans la Caroline du Sud aux États-Unis, Thomas Gibson commence à jouer des pièces de théâtre dès l'âge de 10 ans. En 1980, il intègre la prestigieuse école d'Art dramatique, la Juilliard School. Il fait ses débuts en tant que professionnel dans des pièces de théâtre en 1985 au festival Shakespeare de New-York.
En 1992, il commence sa carrière d'acteur dans le film Horizons lointains de Ron Howard avec Tom Cruise et Nicole Kidman. Il enchaîne avec des films tels que Le Temps de l'innocence, De l'amour et des restes humains, Barcelona, Sleep with Me et L'Homme de guerre.
À la télévision, on peut le voir dans quelques téléfilms et notamment dans le rôle de Satan dans Devil to Pay sur ABC. Il se fait connaître en 1994 dans la série La Vie à tout prix dans le rôle du docteur Danny Niland. Avant cela, il joue dans le soap Another World en 1990. En 1997, il décroche le rôle de Greg dans la sitcom Dharma et Greg.
À partir de 2005, il incarne Aaron Hotchner, chef profileur du FBI dans la série Esprits criminels (Criminal Minds).
En août 2016, au début du tournage de la saison 12, Gibson est renvoyé de la série après une violente altercation avec l'équipe de production. Il disparaît donc subitement au troisième épisode de la saison 12 nommé « Pensées interdites ». Son personnage Aaron Hotchner est envoyé en mission spéciale.

## Filmographie

### Acteur

#### Films
- 1992 : Horizons Lointains : Stephen
- 1993 : De l'amour et des restes humains : David
- 1993 : Le Temps de l'innocence : Stage actor
- 1994 : Barcelona : Dickie Taylor
- 1994 : L'Homme de guerre : Warren
- 1994 : Sleep with Me : Nigel
- 1997 : The Next Step : Barman
- 1999 : Eyes Wide Shut : Carl Thomas
- 2000 : Psycho Beach Party : Kanaka
- 2000 : Les Pierrafeu à Rock Vegas : Chip Rockefeller (voix)
- 2000 : Stardom : Renny Ohayon
- 2001 : Monkey King La Légende De Son Goku : Nick
- 2001 : Jack the Dog : l'avocat de Faith
- 2003 : Manhood : l'avocat de Faith
- 2005 : Come Away Home : Gary
- 2005 : Berkeley (en) : Thomas le Valet
- 2007 : I'll Believe You : Kyle Sweeney
- 2014 : Le Fils de Batman : Slade Wilson / Deathstroke (voix)

#### Télévision
- 1987 : Leg Work  - saison 1, épisode 5 : Robbie
- 1987 : Haine et Passion (Guiding Light) : Peter Latham
- 1988 : Lincoln (téléfilm) : William Sprague
- 1988-1990 : As the World Turns : Derek Mason
- 1990 : The Kennedys of Massachusetts : Peter Fitzwilliam
- 1990 : Another World : Sam Fowler
- 1993 : Les Chroniques de San Francisco (Tales of the City) : Beauchamp Day
- 1994 à 1998 : La Vie à tout prix (Chicago Hope) : Dr. Daniel Nyland
- 1995 : Secrets (téléfilm) : Hailus Tuckman
- 1996 : Night Visitors (téléfilm) : Ross Williams
- 1996 : Caroline in the City - saison 2, épisode 6 : Willard Stevens
- 1996 : Liaisons obscures (téléfilm) : Matthew Carpenter / Stuart Buchanan
- 1996 : The Real Adventures of Jonny Quest - saison 2, épisode 10 : Paul Mornay (voix)
- 1997 : L'Héritière (téléfilm) : James Percy
- 1997 à 2002 : Dharma et Greg : Greg Montgomery
- 1997 : The Devil's Child (téléfilm) : Alexander Rotha
- 1998 : Nightmare Street (TV) : Dr. Matt Westbrook / Joe Barnes
- 1998 : Les Nouvelles chroniques
de San Francisco (More Tales of the City) (téléfilm) : Beauchamp Talbot Day
- 1998 : Sin City Spectacular (Saison 1 épisode 6)
- 1998 : De mères en filles (A Will of Their Own) : James Maclaren
- 2001 : L'Empire du roi-singe (The Lost Empire) (téléfilm) : Nicholas Orton
- 2003 : Brush with Fate (téléfilm) : Richard
- 2003 : Evil Never Dies (téléfilm) : inspecteur Mark Ryan
- 2004 : Une famille pour la vie (Raising Waylon) (téléfilm) : Reg
- 2004 : Cyclone, catégorie 6 : Le choc des tempêtes (Category 6: Day of Destruction) (téléfilm) : Mitch Benson
- 2005 : In From the Night (téléfilm) : Aiden Byrnes
- 2005 à 2016 : Esprits criminels : agent Aaron "Hotch" Hotchner (saisons 1 à 12)
- 2011 : Mon oncle Charlie (Two and a Half Men) - saison 9, épisode 1 : Greg
- 2015 : Hot in Cleveland - saison 6, épisode 23 : Tom

### Réalisateur
- 2001 : Dharma et Greg - saison 4, épisode 20
- 2001 : Dharma et Greg - saison 5, épisode 11
- 2013 : Esprits criminels - saison 8, épisode 14
- 2014 : Esprits criminels - saison 9, épisode 16 et saison 10, épisode 5
- 2015 : Esprits criminels - saison 10, épisode 16 et saison 11, épisode 5
- 2016 : Esprits criminels - saison 11, épisode 16

## Nominations
- Nomination aux 56e cérémonie des Golden Globes (1999) pour Dharma et Greg (Dharma and Greg)

## Voix françaises
| - Denis Laustriat dans : - Chicago Hope : La Vie à tout prix (série télévisée) - Dharma et Greg (série télévisée) - Une famille pour la vie (téléfilm) - Cyclone, catégorie 6 : Le Choc des tempêtes (téléfilm) | Et aussi - Bruno Dubernat dans L'Homme de guerre - Thibault de Montalembert dans Eyes Wide Shut - Emmanuel Curtil dans Les Visiteurs de la nuit (téléfilm) - Olivier Desprez dans L'Héritière (téléfilm) - Pascal Germain dans Les Pierrafeu à Rock Vegas - Bruno Choël dans L'Enfant de la nuit - Lionel Tua dans Le Fils de Batman (voix) - Julien Kramer dans Esprits criminels (série télévisée) |